# Asger Schnack
Asger Schnack (født 23. maj 1949 i Gentofte) er dansk forfatter og forlægger.
Schnack er søn af skoleinspektør Alex Schnack og hustru Mina f. Paardekooper Braun. Han er klassisk-sproglig student fra Aurehøj Statsgymnasium 1968. Debut i bogform 1967 på Forlaget Arena. Ansat på Borgens Forlag fra 1971 til 1979, fire år i produktionsafdelingen, fire år som forlagsredaktør. 
Derefter 14 år freelance forfatter, hvorefter atter forlagsredaktør: 1993 til 1999 på Hans Reitzels Forlag, med ansvarsområderne filosofi, sprog, kulturlitteratur. Tre gange har han drevet eget forlag, fra 1974 til 1979 forlaget Swing (fortrinsvis danske forfattere), fra 2000 til 2012 forlaget Bebop (fra 2009 en del af Tiderne Skifter; i 2016 generhvervet af Asger Schnacks Forlag) og fra 2014-2022 Asger Schnacks Forlag (i 2023 overdraget til forlaget Ekbátana). 
På Bebop har han udgivet bøger af bl.a. Hans Arp, Hugo Ball, Blaise Cendrars, Robert Desnos, Paul Éluard, Rupprecht Geiger, Yvan Goll, Vicente Huidobro, Wassily Kandinsky, Yves Klein, Mina Loy, Paul van Ostaijen, Cesare Pavese, Francis Picabia, Raymond Radiguet, Pierre Reverdy, Philippe Soupault, Gertrude Stein, Tristan Tzara og Boris Vian – foruden genudgivelser af uopdrivelige danske digtsamlinger m.m.
Fra 2009 til 2011 var han ansat som lærer på Forfatterskolen.
Hans eget forfatterskab består af digtsamlinger, essaysamlinger, børnebøger, romaner og biografier. En del bøger har han skrevet sammen med andre. Desuden har han redigeret talrige antologier og udvalg af dansk litteratur, bl.a. LyrikBiblioteket i 24 bind (1985-90) og LyrikBogen. Dansk lyrik fra 1680 til 1990 – med europæiske eksempler (1992).
I 1980 dannende han sammen med Klaus Høck og F.P. Jac digterbandet Bandet Nul, der udgav 4 bøger mellem 1980-83. I de samme år udgav Schnack seks bøger med Klaus Høeck, hvoraf de tre omhandlede idolet Brian Eno.
Han er blevet tildelt Statens Kunstfonds 3-årige stipendium 1979, Carl Møllers Legat (Humoristlegatet) 1979, Holger Drachmann-legatet 1980, Victor B. Andersen’s Hæderslegat 1983, Adam Oehlenschläger-Legatet 1999, Statens Kunstfonds livsvarige ydelse 2001, Morten Nielsens Mindelegat 2003, Otto Gelsted-prisen 2005, Lis Ahlmanns Legat 2010 og F. P. Jacs Mindelegat 2013.
Han blev gift 29. december 1977 med fysioterapeut Betty Crone (født 30. september 1950 i København), datter af professor, dr. med. Christian Crone. Ægteskabet blev opløst i 2003.

## Film, medarbejder ved / medvirkende i
- Jørgen Leth: Dansk Litteratur 1989
- Jytte Rex: Planetens spejle 1991
- Jørgen Leth: Traberg 1992
- Anne Regitze Wivel: Slottet i Italien 2000
- Lars Movin og Steen Møller Rasmussen: Onkel Danny – portræt af en karma cowboy 2002
- Jytte Rex: Pigen med fletningen 2005